# Barcones
Barcones es un municipio y localidad española de la provincia de Soria, en la comunidad autónoma de Castilla y León. El término municipal tiene una población de 25 habitantes (INE 2024).

## Geografía
Pertenece al partido judicial de Almazán. En su término nace el río Escalote, uno de los más copiosos tributarios del Duero. Surge de varios manantiales, de nombres sonoros como El Borbollón o La Carda. Este río se hará mayor visitando Rello, La Riba y Caltojar, donde se junta con el Torete o Bordecorex; después sigue por Casillas de Berlanga, Ciruela, Berlanga y desemboca cerca del Puente Ullán. El término también sirve de paso a la Cañada Real Riojana o Galiana.
En su término e incluidos en la Red Natura 2000 se encuentran el lugar de importancia comunitaria conocido como Altos de Barahona, ocupando 5532 hectáreas, el 100 % de su término. y la zona de especial protección para las aves conocida como Altos de Barahona ocupando 5532 hectáreas, el 100% de su término.

## Historia
Es población antigua como lo atestigua el gran número de huellas de asentamientos humanos desde la prehistoria. Por la carretera de Atienza, antes de cruzar el río, se aprecian aljibes, cimientos y excavaciones en la roca arenisca rojiza, propia de esta parte de Castilla, y relativamente fácil de trabajar. Entre la ermita de Barconcitos y el pueblo se aprecia un tramo de camino excavado en la roca. Se dice que en algunas casas también se encuentran bodegas cuevas subterráneas y pasadizos que nadie sabe ya a donde conducen. Perteneció tras la reconquista al extenso Alfoz de Atienza y posteriormente al Señorío de Paredes.
A la caída del Antiguo Régimen la localidad se constituyó en municipio constitucional en la región de Castilla la Vieja que en el censo de 1842 contaba con 131 hogares y 524 vecinos. A mediados del siglo XIX, el lugar tenía contabilizadas 127 casas. Aparece descrito en el cuarto volumen del Diccionario geográfico-estadístico-histórico de España y sus posesiones de Ultramar de Pascual Madoz de la siguiente manera:

BARCONES: l. con ayunt. de la prov. y adm. de rent. de Soria (14 leg.), part. jud. de Medinaceli (6), aud. terr. y c. g. de Burgos (30), dióc. de Sigüenza (5 1/2): sit. en forma de anfiteatro, en el descenso de un pequeño cerro, y con buena ventilacion; su clima, aunque frio, es sano, y las enfermedades mas frecuentes, calenturas catarrales. Se compone de 127 casas pequeñas y de miserable construccion, escepto 6 de mayor capacidad y solidez: hay casa de ayuut. que á la par sirve de cárcel, 10 calles y 2 plazas, una escuela de instruccion primaria servida por el sacristan con la dotacion de 70 fan. de trigo, procedentes de una capellania destinada al efecto, y otras 20 con que contribuyen los padres de los alumnos que son en número de 47; tiene una fuente de buen agua á un estremo de la pobl., y una igl. parr. servida por un cura, dedicada al Arcángel San Miguel, el edificio es de arquitectura sencilla y sin ningun mérito, se reedificó hace poco tiempo por haberse incendiado el 6 de agosto de 1839. Confina el térm. N. Arenillas y la Riba de Escalote, E. Rello y Marazobel, S. Paredes, Madrigal y Bochones y O. Casillas y Romanillos: su estension en todas direcciones es de 1/2 leg. poco mas ó menos; en él se encuentran 2 ermitas, una dedicada á Ntra. Sra. de la Consolacion de Barconcitos, y la otra bajo la advocacion de la Soledad: de un manantial titulado el Borbollon y las aguas de otros varios que brotan en el térm., se forma un arroyo que atravesando por un estremo del pueblo, corre hasta la Riba de Escalóte, en cuyo punto toma este nombre, y bañando á Caltojar y Berlanga desagua cerca del último en el Duero: comprende los desp. de la Olmedilla, la Miduena ó San Jorje, el de Barconcitos, y el Val. El terreno es gredal, rubial y fuerte: abraza 8,000 fan. de las que se cultivan 800 fuertes ó de primera clase, 1,700 gredosas ó de segunda y 2,000 arenosas ó de tercera: la mayor parte se destina á granos, y unas cuantas fan. de primera clase á hortalizas y legumbres, no se puede reducir mayor número á cultivo por su mala calidad: tiene ademas de prados y pastos naturales 3,270 fan.; de artificiales 230; de monte de maleza 150; de baldías 3,270; disfrutan de riego 30: sus caminos son de herradura, conducen á los pueblos lim. y se hallan en regular estado: el correo se recibe por medio de un cartero, que pasa los martes, jueves y sábados á la adm. de Atienza; prod.: lo ya referido, y trigo, cebada, avena, legumbres, frutas, raices, cáñamo y lino; cria ganado mular, vacuno, asnal, lanar y de cerda: hay aves domésticas; ind.: algunos telares de paños bastos y cáñamo; comercio; esportacion de lo sobrante á los mercados de Atienza, Berlanga y Sigüenza; pobl.: 130 vec., 524 alm.; cap. imp.: 311,801 rs. 4 mrs.; contr. en todos conceptos, 10,265 rs. 40 mrs.: el presupuesto municipal asciende á 200 rs. y se cubre por repartimiento vecinal
(Madoz, 1846, p. 20)

## Demografía
Cuenta con una población de 25 habitantes (INE 2024).
| Gráfica de evolución demográfica de Barcones entre 1842 y 2021                                                        |
| |
| Población de derecho según los censos de población del INE. Población de hecho según los censos de población del INE. |

## Patrimonio
En la localidad hay una iglesia bajo la advocación de San Miguel Arcángel, con restos góticos y románicos. Lamentablemente fue víctima de un incendio en el siglo XIX y fue reconstruida, por lo que solo queda de la original la caja muraria y la parte superior de la portada. En el muro norte se distingue la altura del primitivo edificio por la línea de canecillos que se quedó incrustada. El órgano todavía está en buen uso, pero lo más difícil es encontrar organista. 
Quedan restos de tres atalayas musulmanas que vigilaban la entrada a la alcazaba de Atienza desde el Valle del Escalote. Una de ellas (Valdelatorre) se conserva bastante bien hasta una altura de cinco metros; las otras dos han sido peor tratadas por el tiempo. 
Hay un casona que perteneció a los Gamboa, terratenientes que todavía tienen grandes propiedades por la zona.